# Canton d'Amiens-1
Le canton d'Amiens-1 est une circonscription électorale française du département de la Somme.

## Histoire
Un nouveau découpage territorial de la Somme entre en vigueur à l'occasion des premières élections départementales suivant le décret du 26 février 2014. Les conseillers départementaux sont, à compter de ces élections, élus au scrutin majoritaire binominal mixte. Les électeurs de chaque canton élisent au Conseil départemental, nouvelle appellation du Conseil général, deux membres de sexe différent, qui se présentent en binôme de candidats. Les conseillers départementaux sont élus pour 6 ans au scrutin binominal majoritaire à deux tours, l'accès au second tour nécessitant 12,5 % des inscrits au 1er tour. En outre la totalité des conseillers départementaux est renouvelée. Ce nouveau mode de scrutin nécessite un redécoupage des cantons dont le nombre est divisé par deux avec arrondi à l'unité impaire supérieure si ce nombre n'est pas entier impair, assorti de conditions de seuils minimaux. Dans la Somme, le nombre de cantons passe ainsi de 46 à 23.
Le canton d'Amiens-1 est formé d'une fraction de la commune d'Amiens. Il est entièrement inclus dans l'arrondissement d'Amiens. Le bureau centralisateur est situé à Amiens.

## Représentation
| Période élective | Période élective | Mandat | Mandat                        | Identité        | Nuance | Nuance | Qualité                                                                                             |
| ---------------- | ---------------- | ------ | ----------------------------- | --------------- | ------ | ------ | --------------------------------------------------------------------------------------------------- |
| 2015             | 2021             | 2015   | 1er décembre 2020 (démission) | Claude Chaidron |        | PCF    | Retraité de La Poste Ancien conseiller général du Canton d'Amiens 1er (Ouest) (1994-2015)           |
| 2015             | 2021             | 2015   | 2021                          | Dolorès Esteban |        | PCF    | Enseignante                                                                                         |
| 2015             | 2021             | 2020   | 2021                          | Cédric Maisse   |        | DVG    | Rédacteur en chef du journal L'aube nouvelle                                                        |
| 2021             | 2028             | 2021   | en cours                      | Laurent Beuvain |        | PCF    | Président du groupe PCF au conseil départemental (depuis 2021) Ancien conseiller municipal d'Amiens |
| 2021             | 2028             | 2021   | en cours                      | Dolorès Esteban |        | PCF    | Conseillère sortante                                                                                |

### Résultats détaillés

#### Élections de mars 2015
Dolorès ESTEBAN, élue en tant que membre du PG, a démissionné  de son parti puis rejoint le PCF en 2018.
Cédric Maisse est non-inscrit.

#### Élections de juin 2021
Le premier tour des élections départementales de 2021 est marqué par un très faible taux de participation (33,26 % au niveau national). Dans le canton d'Amiens-1, ce taux de participation est de 21,48 % (2 884 votants sur 13 429 inscrits) contre 36,82 % au niveau départemental. À l'issue de ce premier tour, deux binômes sont en ballottage : Marie-Claire Bouvet et Yves Dupille (RN, 23,16 %) et Laurent Beuvain et Dolorès Esteban (Union à gauche avec des écologistes, 21,16 %).
Le second tour des élections est marqué une nouvelle fois par une abstention massive équivalente au premier tour. Les taux de participation sont de 34,36 % au niveau national, 36,7 % dans le département et 22,55 % dans le canton d'Amiens-1. Laurent Beuvain et Dolorès Esteban (Union à gauche avec des écologistes) sont élus avec 64,86 % des suffrages exprimés (1 761 voix pour 3 029 votants et 13 432 inscrits),,.

### Élections

#### 2015
| Candidats            | Candidats        | Partis      | Partis      | Premier tour | Premier tour | Second tour | Second tour |
| Candidats            | Candidats        | Partis      | Partis      | Voix         | %            | Voix        | %           |
| -------------------- | ---------------- | ----------- | ----------- | ------------ | ------------ | ----------- | ----------- |
| 1                    | Yves Dupille     |             | FN          | 1 695        | 34,22        | 2 007       | 40,53       |
| 1                    | Anne Rousselle   |             | FN          | 1 695        | 34,22        | 2 007       | 40,53       |
| 2                    | Claude Chaidron* |             | FG (PCF)    | 1 144        | 23,10        | 2 945       | 59,47       |
| 2                    | Dolorès Esteban  |             | FG (PG)     | 1 144        | 23,10        | 2 945       | 59,47       |
| 3                    | Chantal Modeste  |             | UMP         | 1 103        | 22,27        |             |             |
| 3                    | Rachid Sallali   |             | DVD         | 1 103        | 22,27        |             |             |
| 4                    | Laurent Beuvain  |             | PCF         | 1 011        | 20,41        |             |             |
| 4                    | Sofia Terchani   |             | PS          | 1 011        | 20,41        |             |             |
|                      |                  |             |             |              |              |             |             |
| Inscrits             | Inscrits         | Inscrits    | Inscrits    | 13 426       | 100,00       | 13 423      | 100,00      |
| Abstentions          | Abstentions      | Abstentions | Abstentions | 8 238        | 61,36        | 8 021       | 59,76       |
| Votants              | Votants          | Votants     | Votants     | 5 188        | 38,64        | 5 402       | 40,24       |
| Blancs               | Blancs           | Blancs      | Blancs      | 154          | 2,97         | 337         | 6,24        |
| Nuls                 | Nuls             | Nuls        | Nuls        | 81           | 1,56         | 113         | 2,09        |
| Exprimés             | Exprimés         | Exprimés    | Exprimés    | 4 953        | 95,47        | 4 952       | 91,67       |
| * conseiller sortant |                  |             |             |              |              |             |             |

## Composition
Le canton d'Amiens-1 comprend la partie de la commune d'Amiens située au nord et à l'ouest d'une ligne définie par l'axe des voies et limites suivantes : depuis la limite territoriale de la commune de Pont-de-Metz, cours d'eau dit du « Fossé Mancel », passant à l'intersection des rues du Chapitre et des Deux-Ponts, chemin latéral de la Haute-Selle, allée des Soupirs, allée du Tivoli, boulevard des Fédérés, rue Pinsard, ligne passant par les numéros 44 et 47 de la rue Saint-Roch, les numéros 11 et 46 du boulevard Garibaldi et le carrefour du Marché-aux-Chevaux, rue de la Hotoie, rue au Lin (exclue), rue des Chaudronniers (exclue), rue du Marché-Lanselles, place au Feurre, rue des Francs-Muriers (exclue), grande-rue de la Veillère (exclue), rue du Bout-de-la-Veillère (exclue), rue de la Résistance, cours du bras de la Somme longeant la rue des Déportés, avenue du Général-de-Gaulle, carrefour Georges-Clemenceau, rue Franklin-Roosevelt, avenue Roger-Dumoulin, jusqu'à la limite territoriale de la commune de Poulainville.
| Nom                            | Code Insee | Intercommunalité    | Superficie (km2) | Population (dernière pop. légale)                 | Densité (hab./km2) | Modifier                                    |
| ------------------------------ | ---------- | ------------------- | ---------------- | ------------------------------------------------- | ------------------ | ------------------------------------------- |
| Amiens (bureau centralisateur) | 80021      | CA Amiens Métropole | 49,76            | Fraction : 26 328 (2022) Commune : 134 780 (2022) | 2 709              | modifier les données · modifier les données |
| Canton d'Amiens-1              | 8006       |                     |                  | 26 328 (2022)                                     |                    | modifier les données                        |

## Démographie
En 2022, le canton comptait 26 328 habitants, en évolution de −5,59 % par rapport à 2016 (Somme : −1,26 %, France hors Mayotte : +2,11 %).
| 2013   | 2018   | 2022   |
| ------ | ------ | ------ |
| 26 711 | 27 769 | 26 328 |